# Diablo Swing Orchestra
Diablo Swing Orchestra — шведська група, що грає в стилі "авангардний метал". Музика Diablo Swing Orchestra витікає з класичної оркестрової музики та являє собою суміш джазу, металу, віолончельної музики й оперного жіночого вокалу з текстами на англійській і італійській мовах.

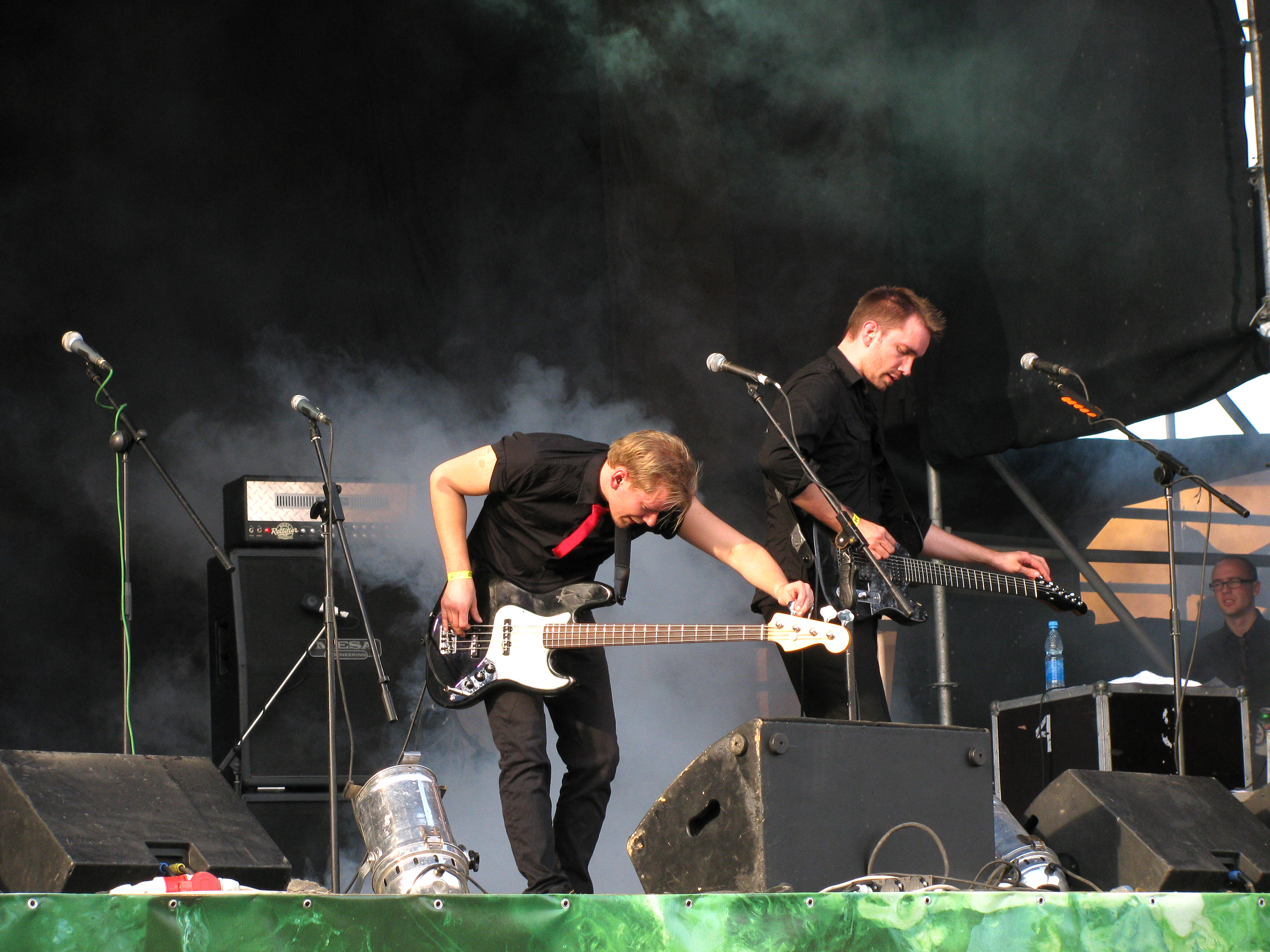
Diablo Swing Orchestra на Global East Festival у 2010 році

Інтернет-журнал Metal Storm [en] у 2006 році присудив групі перемогу в номінації «Сюрприз року» за альбом The Butcher's Ballroom, а також другі місця в номінаціях «Кращий дебютний альбом» і "Кращий альбом у жанрі "авангардний метал"".
У 2014 році групу залишила вокалістка Аннлуїсе Льогдлунд. Її замінила Крістін Евегорд.

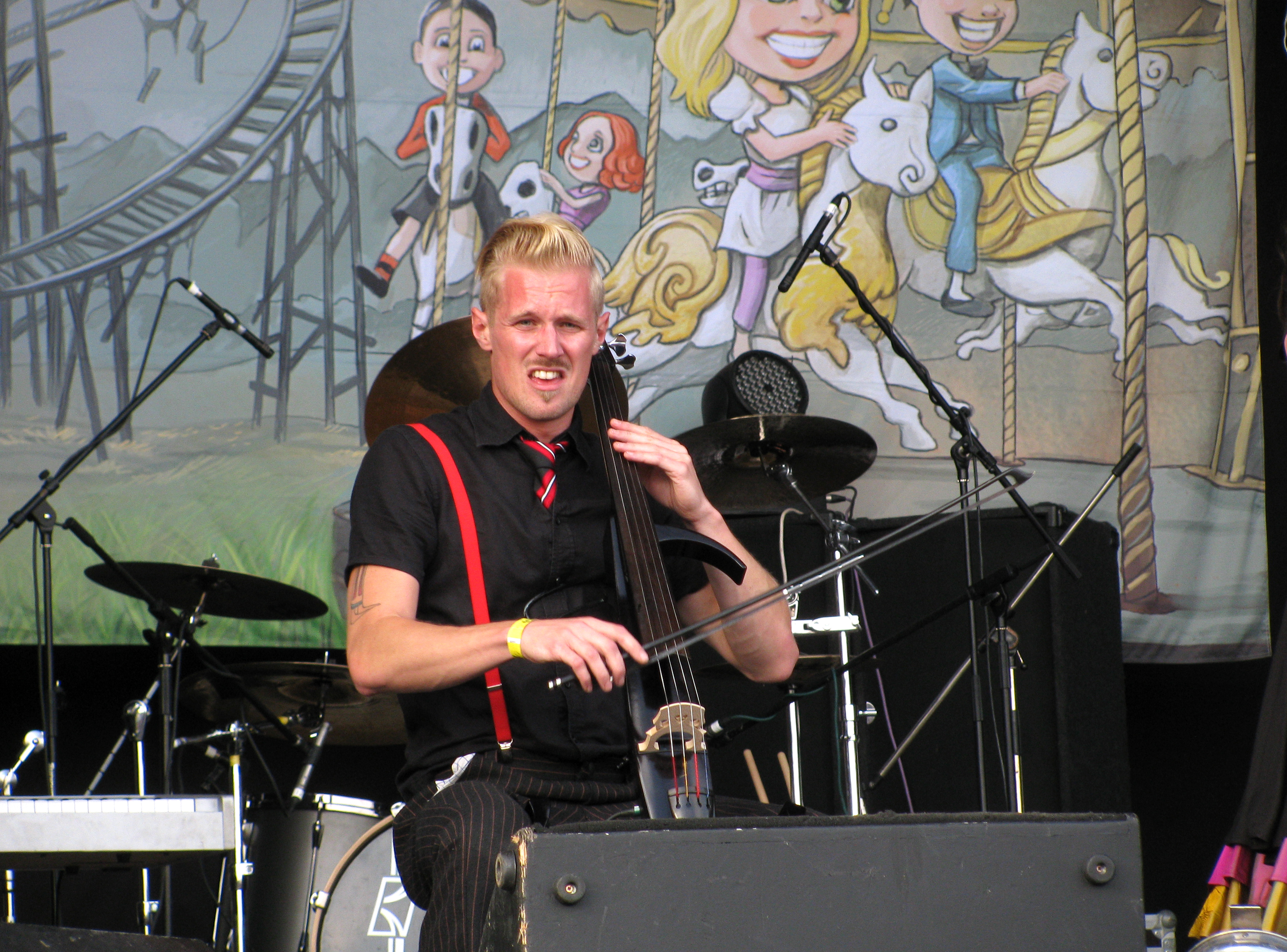
Diablo Swing Orchestra на Global East Festival у 2010 році

## Склад

### Поточний склад
- Крістін Евегорд (швед. Kristin Evegård) — вокал[1].
- Даніель Хоканссон (швед. Daniel Håkansson) — гітара і вокал.
- Понтус Мантефорс (швед. Pontus Mantefors) — гітара і синтезатор, ефекти, вокал.
- Андерс Юханссон (швед. Andy Johansson) — бас.
- Йоханнес Бергіон (швед. Johannes Bergion) — віолончель, бек-вокал.
- Даніель Хедин (швед. Daniel Hedin) — тромбон, бек-вокал (2010-…).
- Мартін Ісакссон (швед. Martin Isaksson) — труба, бек-вокал (2010-…).
- Юхан Норбеков (швед. Johan Norbäck) — ударні (2012-…).

### Колишні учасники
- Аннлуїсе Льогдлунд (швед. Annlouice Lögdlund) — вокал[1] (2005—2014)
- Андреас Хальвардссон (швед. Andreas Halvardsson) — ударні (2003—2010)
- Петтер Карлссон (швед. Petter Karlsson) — ударні (2010—2012)
- Ліза Ханссон (швед. Lisa Hansson) — вокал[2][неавторитетне джерело]

## Дискографія
Студійні альбоми
- The Butcher's Ballroom (2006)
- Sing Along Songs for the Damned & Delirious (2009)
- Pandora's Piñata (2012)
- Pacifisticuffs[3] (2017)

Міні-альбоми
- Borderline Hymns (2003)

Сингли
- «Voodoo Mon Amour» (2012)[4]
- «Jigsaw Hustle» (2014)[5]
- «Knucklehugs (Arm Yourself With Love)» (2017)